# Rimae Secchi

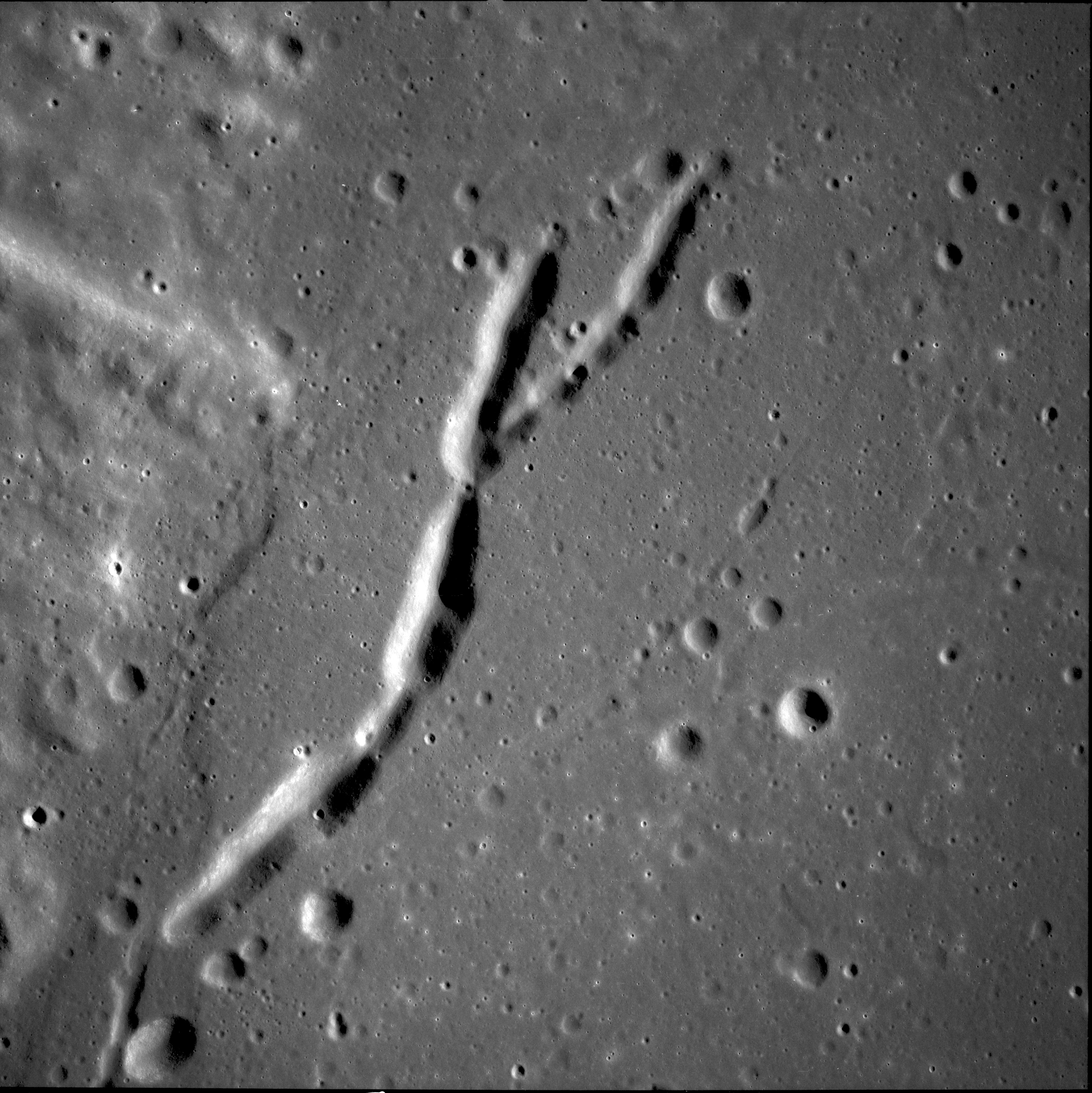
Rimae Secchi

Rimae Secchi – grupa rowów  na powierzchni Księżyca o średnicy około 35 km. Znajduje się na północno-zachodnim brzegu Mare Fecunditatis, wzdłuż Montes Secchi, na współrzędnych selenograficznych ☾ 1,0°N 44,0°E/1,000000 44,000000. Nazwa tego systemu kanałów została nadana w 1985 roku przez Międzynarodową Unię Astronomiczną i pochodzi od pobliskiego krateru Secchi.